# Synodontis batesii
Synodontis batesii és una espècie de peix de la família dels mochòkids i de l'ordre dels siluriformes.

## Morfologia
Els mascles poden assolir els 12,6 cm de llargària total.

## Distribució geogràfica
Es troba a Àfrica: Camerun, Guinea Equatorial i conca central del riu Congo.